# Winowno (województwo dolnośląskie)
Winowno – dawna osada w woj. dolnośląskim, w pow. głogowskim, w gminie Kotla. W latach 1975–1998 osada należała administracyjnie do województwa legnickiego. Miejscowość zniesiona 1 stycznia 2017.